# Ch’ŏrwŏn (Korea Północna)
Ch'ŏrwŏn (kor. 철원군, Ch'ŏrwŏn-gun) – powiat w Korei Północnej, w prowincji Kangwŏn. W 2008 roku liczył 62 418 mieszkańców. Graniczy z powiatami P’yŏnggang od wschodu, T’osan i Changp’ung (prowincja Hwanghae Północne) od zachodu, Ich’ŏn od północy, a także z należącą do Korei Południowej prowincją Gangwon od południa. Ponad połowę (54%) terytorium powiatu stanowią lasy.

## Historia
Przed wyzwoleniem Korei spod okupacji japońskiej powiat składał się z 10 miejscowości (kor. myŏn) oraz 60 wsi (kor. ri). W obecnej formie powstał w wyniku gruntownej reformy podziału administracyjnego w grudniu 1952 roku. W jego skład weszły wówczas tereny należące wcześniej do miejscowości Majang, Inmok, Naemun, Ŏun (12 wsi), Puk (13 wsi – wszystkie powiat Ch'ŏrwŏn), Sangnyŏng i Sŏnam (4 wsie – powiat Yŏnch'ŏn), Tong, Anhyŏp i Sŏ (2 wsie – wszystkie powiat Ich’ŏn), Sŏ (1 wieś – powiat P’yŏnggang), T’osan (3 wsie – powiat Kŭmch’ŏn). Powiat Ch'ŏrwŏn składał się wówczas z miasteczka (Ch'ŏrwŏn-ŭp) oraz 41 wsi.

## Gospodarka
Lokalna gospodarka oparta jest na rolnictwie. Region jest jednym z najważniejszych producentów ryżu w Korei Północnej. Występują również uprawy kukurydzy, soi, pszenicy i jęczmienia.

## Podział administracyjny powiatu
W skład powiatu wchodzą następujące jednostki administracyjne:
| Nazwa jednostki administracyjnej | Rodzaj jednostki administracyjnej | Hangul   | Hancha   |
| -------------------------------- | --------------------------------- | -------- | -------- |
| Ch'ŏrwŏn-ŭp                      | miasteczko                        | 철원읍   | 鐵原邑   |
| Ryudaep’o-ri                     | wieś                              | 류대포리 | 流大浦里 |
| Mun’am-ri                        | wieś                              | 문암리   | 文岩里   |
| Jŏt’an-ri                        | wieś                              | 저탄리   | 楮灘里   |
| Jŏngtong-ri                      | wieś                              | 정동리   | 定洞里   |
| Wŏl’am-ri                        | wieś                              | 월암리   | 月岩里   |
| Hasikch’am-ri                    | wieś                              | 하식참리 | 下食站里 |
| Taejŏn-ri                        | wieś                              | 대전리   | 大田里   |
| Sangha-ri                        | wieś                              | 상하리   | 上下里   |
| Puap-ri                          | wieś                              | 부압리   | 浮鴨里   |
| Paengnosan-ri                    | wieś                              | 백로산리 | 朔寧山里 |
| Sangmasan-ri                     | wieś                              | 상마산리 | 上馬山里 |
| Ripsŏk-ri                        | wieś                              | 립석리   | 立石里   |
| Mil’am-ri                        | wieś                              | 밀암리   | 密岩里   |
| Kŏmsa-ri                         | wieś                              | 검사리   | 檢寺里   |
| Majang-ri                        | wieś                              | 마장리   | 馬場里   |
| Sinjin-ri                        | wieś                              | 신진리   | 新進里   |
| Mabang-ri                        | wieś                              | 마방리   | 馬放里   |
| Naemun-ri                        | wieś                              | 내문리   | 乃文里   |
| Odong-ri                         | wieś                              | 오동리   | 梧洞里   |
| Pansŏk-ri                        | wieś                              | 반석리   | 斑石里   |
| Ryonghak-ri                      | wieś                              | 룡학리   | 龍鶴里   |
| Po’mak-ri                        | wieś                              | 보막리   | 洑幕里   |
| Hoesan-ri                        | wieś                              | 회산리   | 回山里   |
| Tokkŏm-ri                        | wieś                              | 독검리   | 篤儉里   |
| To’mil-ri                        | wieś                              | 도밀리   | 道密里   |
| Songhyŏn-ri                      | wieś                              | 송현리   | 松峴里   |
| Kalhyŏn-ri                       | wieś                              | 갈현리   | 葛峴里   |
| Kasŭng-ri                        | wieś                              | 가승리   | 加承里   |
| Samsa-ri                         | wieś                              | 삼사리   | 三沙里   |
| Jŏkdong-ri                       | wieś                              | 적동리   | 積洞里   |
| Jŏksan-ri                        | wieś                              | 적산리   | 積山里   |
| Jŭnggang-ri                      | wieś                              | 증강리   | 中江里   |
| Kangsan-ri                       | wieś                              | 강산리   | 江山里   |
| Yujŏng-ri                        | wieś                              | 유정리   | 楡井里   |
| Ot’an-ri                         | wieś                              | 오탄리   | 俉炭里   |
| Oehak-ri                         | wieś                              | 외학리   | 外鶴里   |